# Гощанув
Ґощанув (пол. Goszczanów) — село в Польщі, у гміні Ґощанув Серадзького повіту Лодзинського воєводства.
Населення — 832 особи (2011).
У 1975-1998 роках село належало до Серадзького воєводства.

## Демографія
Демографічна структура станом на 31 березня 2011 року:
|          | Загалом | Допрацездатний вік | Працездатний вік | Постпрацездатний вік |
| -------- | ------- | ------------------ | ---------------- | -------------------- |
| Чоловіки | 408     | 90                 | 277              | 41                   |
| Жінки    | 424     | 94                 | 241              | 89                   |
| Разом    | 832     | 184                | 518              | 130                  |